# Шато де Равале
Шато де Равале (на френски: Château des Ravalet), наричан от местните също Шато дьо Турлавил (Château de Tourlaville), е замък в северозападния френски град Турлавил, предградие на град Шербур ан Котантен в Нормандия (департамент Манш). На това място съществувала постройка още от 10 в., която била част от кралските имоти. През 1544 г. обаче хазната е изчерпана и Франсоа I продава замъка на абат Жан II дьо Равале, който между 1562 и 1575 г. построява тук сегашната сграда в стил Ренесанс и я дарява като сватбен подарък на племенника си Жан III. Именно децата на Жан III – Жулиен дьо Равале и сестра му Маргьорит търсят в нея убежище за забранената си любов. Обвинени в кръвосмешение, братът и сестрата са обезглавени на 2 декември 1603 г. в Париж.
Няколко десетилетия по-късно, през 1653 г., притиснати от сериозни финансови затруднения, дьо Равале продават замъка на Шарл дьо Франкто, който се заема с мащабни дейности по освежаване на интериора, но на 6 март 1661 г. е убит от слугата си. След неговата смърт замъкът сменя различни собственици докато накрая става притежание на Рене дьо Токвил, който предприема сериозен ремонт, създава великолепна градина на площ от 17 хектара с парник, изкуствена пещера и водоскоци, но на свой ред е принуден да продаде замъка (1906).
През Първата световна война замъкът е използван за болница. През 1935 г. град Шербур го купува за 200000 франка. През Втората световна война в него се настаняват германски военни части, а през 1944 г. – американски войници. Силно пострадал от войната, замъкът днес се възстановява. От 1995 г. е обявен за исторически паметник на Франция.